# Logistilla
Logistilla è un personaggio immaginario che compare nell'Orlando furioso, opera di Ludovico Ariosto.

## Il personaggio
È una delle tre fate sorelle nel poema ariostesco. Logistilla è la fata buona che simboleggia la saggezza e la virtù. Le altre due sono Morgana e Alcina, personificazioni del vizio.
Il regno di Logistilla è dominato da una rocca di straordinaria bellezza che rifulge e il cui splendore si propaga ai giardini che la circondano. 
L'eroe Ruggero, inizialmente sedotto e ingannato dalla perfida Alcina, riesce a liberarsi dall'incantesimo e fugge verso il regno di Logistilla percorrendo una strada impervia e difficile, allegoria del raggiungimento della virtù. Una volta sconfitta Alcina, Ruggero si congederà da Logistilla sul dorso dell'Ippogrifo che lei stessa gli ha insegnato a domare.